# Coja (Arganil)
Coja (anteriormente, Côja) é uma vila portuguesa do Município de Arganil que foi sede da extinta Freguesia de Côja, freguesia que tinha 2.5 km² de área e 4 160 habitantes (2011), e, por isso, uma densidade populacional de 1 700 hab./km².
A Freguesia de Côja foi extinta em 2013, no âmbito de uma reforma administrativa nacional, tendo sido agregada à Freguesia de Barril de Alva para formar uma nova freguesia denominada União das Freguesias de Côja e Barril de Alva com sede em Côja.
Côja foi vila e sede de concelho entre 1260 e 1853 com foral antigo datado de 1260 e foral novo dado em Lisboa a 12 de Setembro de 1514. O Concelho era constituído pelas freguesias de Cerdeira, Coja, Teixeira, Meda de Mouros e Mouronho e em 1834 agregam-se as freguesias de Benfeita, Espariz e Pinheiro de Coja que faziam parte do anterior concelho de Pinheiro de Coja. Tinha, em 1801, 5 079 habitantes. Após as reformas administrativas do início do liberalismo foi-lhe anexada a freguesia de Vila Cova de Sub-Avô, tendo perdido a freguesia de Teixeira. Tinha, em 1849, 7 091 habitantes.

## População
| População da freguesia de Coja | População da freguesia de Coja | População da freguesia de Coja | População da freguesia de Coja | População da freguesia de Coja | População da freguesia de Coja | População da freguesia de Coja | População da freguesia de Coja | População da freguesia de Coja | População da freguesia de Coja | População da freguesia de Coja | População da freguesia de Coja | População da freguesia de Coja | População da freguesia de Coja | População da freguesia de Coja |
| ------------------------------ | ------------------------------ | ------------------------------ | ------------------------------ | ------------------------------ | ------------------------------ | ------------------------------ | ------------------------------ | ------------------------------ | ------------------------------ | ------------------------------ | ------------------------------ | ------------------------------ | ------------------------------ | ------------------------------ |
| 1864                           | 1878                           | 1890                           | 1900                           | 1911                           | 1920                           | 1930                           | 1940                           | 1950                           | 1960                           | 1970                           | 1981                           | 1991                           | 2001                           | 2011                           |
| 3 091                          | 3 125                          | 3 276                          | 3 478                          | 3 314                          | 3 469                          | 3 611                          | 3 568                          | 3 699                          | 3 712                          | 3 859                          | 3 921                          | . 4 043                        | 4 021                          | 4 160                          |

## Freguesia
A Freguesia de Côja, para além da sede de freguesia, era ainda composta pelas povoações de Casal Mourão, Esculca, Machorro, Medas, Peitalva, Pisão de Coja, Salgueiral, Vale do Carro, Pai Espada e Travasso.

## Toponímia
Ao que tudo indica, o topónimo Coja terá origem romana, significando “cidade do Pretor”, magistrado romano, certamente seu proprietário ou senhor. Tendo por princípio que Coja era realmente a terra do Pretor, seria então de enorme importância, como que a capital da região. Talvez por isso, o cargo de pretor manteve-se durante o domínio árabe, tomando o nome de Copje, o qual originou Coja.

## Património
- Pelourinho de Côja
- Igreja Matriz de Côja
- Capelas de Santo António, do Sr. do Sepulcro, da Casa do Prior Costa, de S. Miguel e de S. Sebastião
- Casas setecentistas da Praça e dos Vales
- Casas de Santa Clara (e capela) e do Prior Velho
- Paço dos bispos de Coimbra condes de Arganil
- Ponte romana - ponte antiga do estilo românico, que serviu de ligação entre as margens do Rio Alva durante grande parte da sua história até à construção nova travessia a Oeste para a sede de concelho em Arganil.
- Volta da Serra
- Lagar de azeite (junto o rio alva) com mais de 200 anos

## Ver também

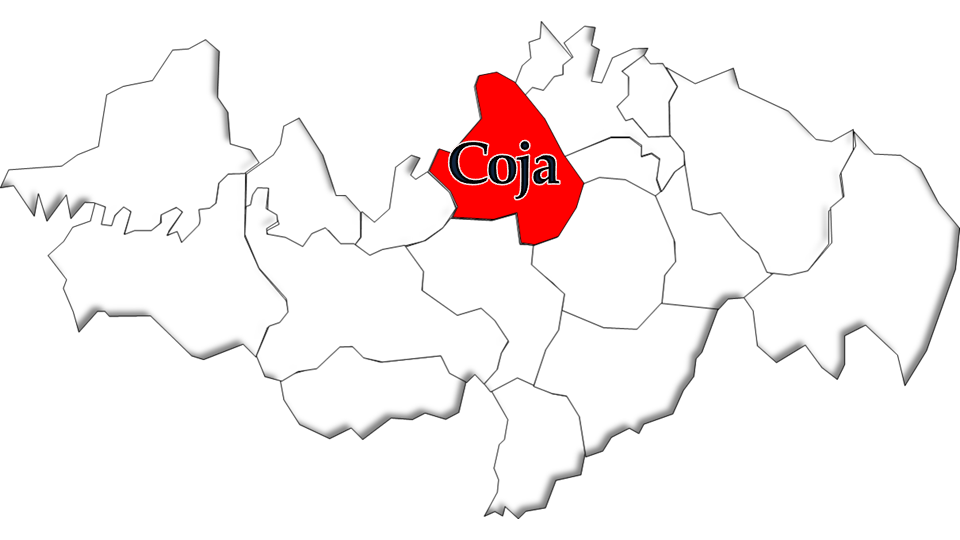
Localização no Município de Arganil